# Девять Дубов
Девять Дубов — село в Хотынецком районе Орловской области России. Входит в состав Алехинского сельского поселения.

## Физико—географическая характеристика
Расположено в 16 км к западу от районного центра Хотынец, недалеко от железнодорожной станции Одринская, которая ранее также называлась Девять Дубов. В 1,5 км к западу от села начинается Брянская область (Карачевский район).
Климат
Село Девять Дубов находится в зоне умеренно—континентального климата (в классификации Кёппена — Dfb). Зима умеренно прохладная. Лето неустойчивое.
Время
Село Девять Дубов, как и весь Хотынецкий район, находится в часовой зоне МСК (московское время). Смещение применяемого времени относительно UTC составляет +3:00.

## Этимология
В историческом описании церквей Карачевского уезда сохранились отрывки из церковной летописи населённого пункта Девять Дубов. Его название дано по местной достопримечательности: старый пень, давший ростки девяти молодым дубкам, тесно сплетённые между собой. Дуб стоял посреди села рядом с домом крестьянина по фамилии Фомин.

## История
Село упоминается в дозорной книге Карачевского уезда за 1614 год в составе Городцкого стана:

Фефил да Сысой, да Омельян, да Ондрей Купреяновы дети Переделского сказали за собою отца своего поместья в Карачевском уезде в Городцком стану к девяти дубом в селце в Будогощи дватцать чети, да к тому ж отца их поместью дано Петрова колодези в селце по левую сторону вниз по Петрову колодези в дачех восмьдесят чети, и всего за собою сказали сто чети. А дано то поместье отцу их блаженныя памяти при царе Федоре Ивановиче всеа Русии, а помесныя грамоты в розоренья пропали. А болши того не сказали.
В XVIII—XIX веках владельцами населённого пункта были Дмитриевы, Хитровы, Енины, Цуриковы, Соколовы, Измайловы и другие.
Первоначально населённый пункт был расположен на территории современной деревни Холчёвка. В 1740-е годы село Девять Дубов сгорело в результате крупного пожара и было перенесено на новое место, примерно в 2,5 километрах от прежнего.
В 1759 году была восстановлена сгоревшая во время пожара деревянная Покровская церковь. В 1882 году в селе построена каменная церковь. В ней с конца XIX века работала земская, а позже церковно-приходская школа.
С 1861 года село стало волостным центром.
В 1890 году село вошло в состав Дроновской волости Карачевского уезда, а в начале XX века её возглавило.
С 1924 по 1929 год находилось в составе Вельяминовской волости.
В 1929 году вошло в состав Хотынецкого района.
С 1932 по 1939 год, когда Хотынецкий район был временно расформирован, село входило в состав Карачевского района.
Село было захвачено немцами с октября 1941 года. Лишь 12 августа 1943 года Девять Дубов освободили войска 36 ГСК.

## Население
| 2010 |
| ---- |
| 26   |

## Инфраструктура
Личное подсобное хозяйство.

## Достопримечательности
- Часовня-усыпальница Цуриковых.

## Транспорт
Доступна автомобильным и железнодорожным транспортом.
Просёлочные дороги. В пешей доступности железнодорожная станция Московской железной дороги на линии Брянск — Орёл Одринская.